# Yona Metzger
Pour les articles homonymes, voir Metzger.
Yona Metzger (né le 4 août 1953 à Haïfa) est le grand rabbin ashkénaze d'Israël de 2003 à 2013. Son homologue séfarade est Shlomo Amar. Il rencontre le Dalai Lama et les autorités indiennes puis appelle à la création de nations unies des religions,. Il demande également au Vatican d'arrêter les missions chrétiennes d'évangélisation des juifs,, et se retrouve contesté pour son rôle dans certaines affaires de corruption,,.